# 义州 (隋朝)
义州，东魏至唐朝时设置的州。
东魏兴和二年（540年）侨置义州，寄治在汲郡陈城县（今河南卫辉市西南）。北齐、北周废置。唐高祖武德元年（618年）李密归唐，以卫州的汲县、怀州的新乡县复置义州。治汲县（今卫辉市）。之后被王世充、窦建德占领。武德四年（621年）唐朝收复义州，废义州。汲县属于卫州，新乡县属于殷州。